# Bad Fischau-Brunn
Bad Fischau-Brunn là một đô thị thuộc huyện Wiener Neustadt-Land trong bang Niederösterreich, Áo.